# Paio Anes Marinho
D. Paio Anes Marinho (1210 -) foi um nobre e Cavaleiro medieval do Reino de Portugal.

## Relações familiares
Foi filho de D. João Forjaz Marinho (1200 - 1220) e de Elvira Ordonhes de Bovida (c. 1200 -?), filha de D. Garcia Ordonhes de Bovida. casou com Maior Fernandes Turrichão (1250 -?), filha de Fernão Pires Turrichão, Meirinho mor da Galiza) e de Teresa Pires Gata, de quem teve:
1. Pedro Pais Marinho (1230 -?) casou com Mór Sanches de Lobera (1270 -?) Senhora da Serra,
2. Aldonça Pais Marinho casou com D. Martim Pires Tavaia.